# Givi Onašvili
Givi Onašvili (* 27. července 1947, Patardzeuli) je bývalý sovětský zápasník–judista gruzínské národnosti.

## Sportovní kariéra
Začínal s gruzínským zápasem v agrárním sportovním klubu Kolmeurne v Sagaredžo, přes který se v druhé polovině dostal do Tbilisi. Soutěžil v zápasu sambo a v novém olympijském sportu judo. V sovětské judistické reprezentaci se pohyboval od roku 1969 v těžké váze nad 93 kg a v kategorii bez rozdílu vah. V roce 1972 startoval na olympijských hrách v Mnichově. Ve čtvrtfinále vyřadil japonského favorita Motoki Nišimuru a postoupil do finálového kole. V prvním kole finálového kola nestačil na domácího Němce Klause Glahna a získal bronzovou olympijskou medaili. V roce 1976 se do sovětského olympijského výběru na olympijské hry v Montréalu nevešel. Sportovní kariéru ukončil v roce 1977.

## Výsledky

### Váhové kategorie
| Turnaj             | 1969       | 1970       | 1971       | 1972       | 1973       | 1974       | 1975       | 1976       |
| Turnaj             | 22         | 23         | 24         | 25         | 26         | 27         | 28         | 29         |
| Turnaj             | těžká váha | těžká váha | těžká váha | těžká váha | těžká váha | těžká váha | těžká váha | těžká váha |
| ------------------ | ---------- | ---------- | ---------- | ---------- | ---------- | ---------- | ---------- | ---------- |
| Olympijské hry     |            |            |            | 3.         |            |            |            | —          |
| Mistrovství světa  | 3.         |            | —          |            | —          |            | —          |            |
| Mistrovství Evropy | 2.         | ?          | 3.         | 2.         | 5.         | 1.         | —          | 2.         |

### Bez rozdílu vah
| Turnaj             | 1969 | 1970 | 1971 | 1972 | 1973 | 1974 | 1975 | 1976 |
| Turnaj             | 22   | 23   | 24   | 25   | 26   | 27   | 28   | 29   |
| ------------------ | ---- | ---- | ---- | ---- | ---- | ---- | ---- | ---- |
| Olympijské hry     |      |      |      | —    |      |      |      | —    |
| Mistrovství světa  | úč.  |      | 5.   |      | —    |      | úč.  |      |
| Mistrovství Evropy | —    | ?    | ?    | ?    | —    | —    | 1.   | —    |